# ガジェーンドラガル

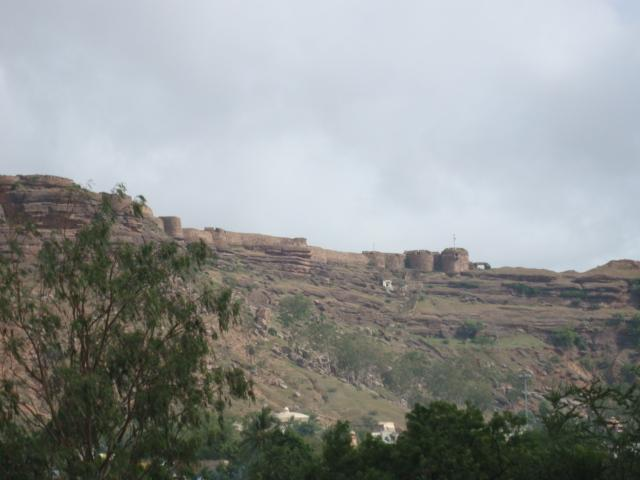
ガジェーンドラガル城

ガジェーンドラガル（カンナダ語：ಗಜೇಂದ್ರಗಡ、Gajendragarh）は、インドのカルナータカ州、ガダグ県の都市。ガジェーンドラガド（Gajendragad）とも呼ばれる。

## 歴史
ムドールのゴールパデー家によって建設された。
1786年6月、マラーター王国とマイソール王国との間にガジェーンドラガドの戦いが勃発し、マイソールが敗北。
のち、1787年にこの地でガジェーンドラガド条約が締結された。